# 女流棋士 (将棋)
将棋の女流棋士（じょりゅうきし）は、日本将棋連盟が設けている女性のプロ制度であり、このプロ制度に基づきプロとして認められる女性を指す。四段以上のプロ制度「棋士」と区別して「女流棋士」と表す。
日本将棋連盟が制度化したプロ制度には、養成機関である奨励会を経た四段以上のプロを指す「棋士」（男女の区別なし）、棋士以外の女性で一定以上の棋力を持つ者にプロとして資格を与えた「女流棋士」（女性のみ）、この2つのプロが併存している。
将棋界では、囲碁界と異なり「女流棋士」「女性棋士」は明確に異なる意味を持ち、将棋界で「女性棋士」と表す場合には「女性の棋士」すなわち「四段以上の女性の棋士」を意味する。女流棋士制度が発足した1974年以降、2025年1月時点では将棋の女性プロはいずれも「女流棋士」であり、「女性棋士」に該当する者はいない。
女流棋士として認められる一定以上の棋力は女流2級以上である。日本将棋連盟のサイトでは「女流棋士の2級はアマの二～四段に相当します」と紹介されている他、将棋講座ドットコムでは「アマ四段（の中で上位の人）≒女流２級≒奨励会６級」という目安が紹介されている。
女流棋士には、日本将棋連盟に所属する者、日本女子プロ将棋協会 (LPSA) に所属する者、いずれにも所属していない者（フリー女流棋士）がいる。

## 概説

### 女流棋士制度成立の経緯
1960年代の女性教室の開催や女流名人戦（現在の女流アマ名人戦）の創設などを踏まえて、その当時の日本将棋連盟副会長であった大山康晴は、かねてより女流棋士の存在によって普及面を充実させるという考えのもとで女流棋士制度の確立を強く提唱し、当初は反対も多かったが、その後大山や原田泰夫などの尽力で、1974年、連盟棋士会における満場一致の決議により、女流棋士制度が正式に発足した。
下記の6名が1974年10月31日付で制度上の女流棋士となった。この6名が女流棋士1期生である。
蛸島彰子
女性として初めて奨励会に入会し、退会後レッスンプロ二段として活動。制度創設時に女流三段としてプロ入り。女流タイトルをいくつも獲得し、1989年に女流棋士会が発足すると初代会長に就任。2007年にLPSAに移籍して相談役に就任。2017年に女流六段昇段。2018年に現役引退して、LPSAプロに転向。
関根紀代子
蛸島に匹敵する棋力の女性アマとして活動。制度創設時に女流二段としてプロ入り。2011年、現役引退に伴い女流六段に昇段。
多田佳子
女流アマ名人戦を4度優勝するなど活躍。制度創設時に女流二段としてプロ入り。2004年現役引退。2005年に女流四段昇段。2007年のLPSA発足に伴い、日本将棋連盟を退会してLPSAに移籍。2014年に「協会の今後・方向性などとずれを感じて」LPSAを退会して女流棋士をやめる。
山下カズ子
1972年に女流1級としてレッスンプロに。制度創設時に女流初段としてプロ入り。1977年、蛸島から女流名人にを奪い2強時代を築いた。2007年のLPSA発足に伴い、日本将棋連盟を退会してLPSAに移籍。2012年現役引退。以降はLPSAプロとして活動。2024年に女流六段昇段。
寺下紀子
1962年に始まった将棋連盟の女性教室の第1号生徒であり、成績優秀者。制度創設時に女流初段としてプロ入り。1985年現役引退。1993年に女流四段昇段。2007年のLPSA発足に伴い、日本将棋連盟を退会してLPSAに移籍。
村山幸子
女性教室の成績優秀者。制度創設時に女流初段としてプロ入り。1989年現役引退、女流二段昇段。2002年、日本将棋連盟を退会して女流棋士をやめる。

### 女流棋士と棋士（奨励会）
将棋の棋士の制度に男女の区別は無い。新進棋士奨励会が1928年（昭和3年）に創設されて以来「奨励会に入会し、昇級昇段規定を満たして四段に昇段すること」が棋士となるための基本の要件である。そのために1974年の女流棋士制度の発足以降も女流棋士は奨励会に重複して在籍可能で、そのために女流棋士でありながら棋士になるために、林葉直子、中井広恵、矢内理絵子、碓井涼子などが奨励会に重籍していた。しかしその事に奨励会員からの不満の声もあり、1998年に女流棋士総則が改正され、「奨励会員と女流棋士の重複は認めない」とされ、奨励会に籍を置く際には女流棋士を休会しなければならなくなった。
2011年に里見香奈女流三冠が奨励会への挑戦を表明した。これを踏まえて将棋連盟理事会は、「女流棋士が奨励会試験を受験し入会することは自由である」として女流棋士と奨励会員の重複を再度認めるようになった。里見は2011年5月に1級で編入試験に合格すると、2012年1月初段、2013年7月二段、同年12月三段に昇段した。その後、奨励会三段リーグでは3期の休場を挟んで計5期出場したが、四段昇段を果たせず年齢制限により退会した。
2022年時点で棋士になった女性は存在しない。上記の里見が奨励会退会後にプロ公式戦の女流参加枠で棋士編入試験受験資格獲得に迫る成績を挙げていた事と、奨励会員の西山朋佳が三段リーグ在籍中で顕著な成績を上げていた事を踏まえて、いずれかが四段昇段を果たした場合の明確な対処基準を設定することが求められていたため、2019年8月7日、日本将棋連盟は「女流棋士、女性奨励会員の棋戦参加について」で、
として女流棋士と棋士を並行して活動できることとした。
女流棋士から奨励会を経ずに棋士になるには2つの手段が存在する。
一つ目の手段は女流棋戦で優秀な成績を挙げて棋士公式棋戦に女流棋士枠で出場し、以下の条件のいずれかを満たして「棋士編入試験」の受験資格を得て、試験に合格することである。「棋士編入試験」では、新四段5人を試験官とする5局の対局中3勝を上げれば合格となり棋士編入が認められるが、3敗で不合格となる。
- 棋士棋戦での通算成績が最も良いところから見て10勝以上、かつその間の勝率が6割5分以上の成績を収めること（2014年4月18日公表、理事会で制度制定）[22]。
- 以下の各棋戦のいずれか1つにおいて所定の成績を収めること（2021年2月5日公表、理事会で制度制定）[23]。
  - 竜王戦：ランキング戦優勝
  - 王位戦：挑戦者決定リーグ入り
  - 王座戦：挑戦者決定トーナメントベスト8
  - 棋王戦：挑戦者決定トーナメントベスト8
  - 棋聖戦：決勝トーナメントベスト8
  - 朝日杯将棋オープン戦：本戦トーナメントベスト4
  - 銀河戦：決勝トーナメントベスト4
  - NHK杯テレビ将棋トーナメント：本戦トーナメントベスト4
  - 新人王戦：優勝

もう一つの手段は、女流棋戦の「白玲戦」でタイトル「白玲」を通算5期獲得し「クイーン白玲」の資格を得ることである（2025年6月6日、棋士総会で制度制定）。前述の理事会が決定した手段とは異なり、この新規定導入は棋士総会で賛成多数により可決導入されたもので、報道陣を対象として日本将棋連盟から配布された説明文書には次のように記された。

## 活動
女流棋士は、東京の将棋会館か大阪の関西将棋会館のどちらか一方を主な対局地としており、東西のどちらに所属しているのかを、東京本部所属(または関東所属)、関西本部所属(または関西所属)として表す。対局者両名の所属が東西で分かれている場合には、序列上位者の対局地に下位者が赴き対局が行なわれることが多いが、順位戦等で対局地の割り当て均等化などの場合には必ずしもこの限りではない。東西の所属先の変更は任意で、年度の途中で所属を変更する者もいる。
女流棋士の主な仕事としては女流公式戦の対局（現役のみ、上位者は「男性棋戦」への出場あり）、普及活動、メディア出演、イベント出演、指導対局、講座、講演、聞き手、将棋教室、記録係などがある。しかし対局以外については、特に決まりがあるわけではないのでそれぞれのやり方に委ねられている。
現役を引退した女流棋士は女流公式戦の対局ができなくなるが、女流棋士としての資格や称号（段位等）には変化がなく、所属組織を退会しない限り日本将棋連盟、女流棋士会、LPSAなどそれぞれの組織の会員資格も保持される。

## 序列
1. タイトル保持者。保持タイトル数の多い方。保持しているタイトル数が同じ場合、より上位のタイトルを保持している方が上位。
2. クイーン称号保持者。クイーン称号を先に取得した方が上位。
3. 上記以外。高段(級)者が上位。同段(級)位の場合、連盟ではより早くその段(級)位になった者が上位。LPSAでは女流棋士になった日が早い者が上位。

## 棋士との対局
成績優秀な女流棋士は、棋士（以下「男性棋士」）の公式戦（以下「男性棋戦」）のうち女流棋士枠を設けている棋戦に参加できる。
男性棋戦への女流棋士枠での出場権は、タイトルホルダー・タイトル挑戦者クラスの女流棋士や、主催者推薦、連盟推薦、女流棋士予選による選抜（NHK杯）などで決定される。また、新人王戦については、「26歳以下」という枠組みの中で、年間成績によって選抜される。
女流棋士が初めて「男性棋戦」の公式戦に出場したのは、1981年の新人王戦（高橋道雄 vs 山下カズ子）である。次いで、「タイトル戦」「全棋士参加棋戦」として初めて王座戦が女流棋士の出場枠を、第39期（1991年度〈1990年7月開始〉）から設けるようになった。以降、NHK杯（第43回・1993年度から）、竜王戦（第7期・1994年度〈1993年11月開始〉から）、棋王戦（第20期・1994年度〈1994年1月開始〉から）、全日本プロ（第13回・1994年度から）、棋聖戦（第66期・1995年度〈1994年8月開始〉から）、王位戦（第37期・1996年度〈1995年9月開始〉から〉、銀河戦（第8期・2000年度〈1999年7月開始〉から）など、女流棋士の参加が順次認められるようになった。
しかし、公式戦での女流棋士の対男性棋士成績は1981年から38連敗した。女流棋士による男性棋士からの勝利は、1993年12月の第7期竜王戦6組での中井広恵によるものだった。その後も、斎田晴子の第4期銀河戦（非公式戦）での決勝トーナメント女流棋士初進出（1996年7月対局）、中井広恵が第53回NHK杯で青野照市を相手に女流棋士として初めてA級棋士に公式戦で勝利する（2003年6月対局）といった成果もあったが、長きにわたって将棋界では男女の棋力差が大きいとされ、女流棋士の男性棋戦での勝率は1割から2割に留まっていた。
近年は、男性棋士と女流棋士の実力差は縮まっている。2018年度の女流棋士の対男性棋士成績は、16勝20敗（勝率0.44）で勝数・勝率ともに当時では歴代最高の記録となった。女流棋士が男性棋戦で勝利する例が増え、その中には若手精鋭の男性棋士に対する勝利も含まれるなど、女流タイトル保持者・挑戦者の実力は、男性棋士と対等に戦える水準に達している。
2022年には、里見香奈が第48期棋王戦で女流棋士・女性として初の八大タイトル戦本戦進出と棋士編入試験受験資格を獲得する成績を挙げた。
2024年現在、女流棋士が出場できる「男性棋戦」は、タイトル戦8棋戦のうち以下の3棋戦（名人戦〈順位戦〉、叡王戦、王将戦）を除く5棋戦（竜王戦、王位戦、王座戦、棋王戦、棋聖戦）、一般棋戦7棋戦のうち以下の2棋戦（将棋日本シリーズ、達人戦）を除く5棋戦（朝日杯、銀河戦、NHK杯、新人王戦、加古川青流戦）、合わせて10棋戦に及ぶ。

## 待遇
棋士および女流棋士は個人事業主である。女流棋士については、産前6週間、産後8週間が「産休」と位置づけられ、女流公式戦の対局義務を免除される。
女流棋士の待遇については特に公表されていないが、将棋連盟理事を務めたこともある田丸昇は2019年6月の自身のコラムで、女流棋士の待遇について「棋戦契約金による経済基盤は決して十分でなく、賞金や対局料で生活できる女流棋士は限られて待遇の底上げが課題だと思う。」と述べている。

### 連盟の運営への女流棋士の関与
1974年に女流棋士制度が発足してからも長きにわたり、日本将棋連盟の正会員として、棋士総会に出席して議決権を行使できるのは棋士のみであった。女流棋士が日本将棋連盟の運営に関与できない状況が続いていたが、2010年11月12日に行われた日本将棋連盟臨時総会で、「女流四段以上またはタイトル経験者」である女流棋士9名が2011年4月から正会員になることが決まった。
2011年4月1日付で、社団法人日本将棋連盟が公益社団法人となると同時に施行された定款では、下記のように規定されている（『第1項』『第2項』は理解の便のため引用者が挿入）。

第3章 会員

（会員の構成）

第5条

第1項 本連盟に次の会員を置く。

（1） 正会員 本連盟の目的に賛同し入会した者で日本将棋の伝統を存続し、普及発展を図るため棋力が一定の水準に達したことを理事会で確認した棋士（四段）、女流棋士（日本将棋連盟所属、タイトル獲得者又は女流四段以上）とする。

（2） 準会員 本連盟の目的に賛同し入会した者で日本将棋連盟の伝統を存続し、普及発展を図るため棋力が一定の水準にある女流棋士（女流2級から女流三段）、指導棋士とする。

（3）略

（4）略

第2項 前項の正会員をもって一般社団法人及び一般財団法人に関する法律上の社員とする。

さらに、清水市代が2017年5月に日本将棋連盟常務理事に就任し、女流棋士として初めて、連盟の業務執行に携わることとなった。清水は2025年に正式な棋士以外では初めて日本将棋連盟会長に就任。

## 女流棋士になる条件

### 通常の制度
女流棋士になるには女流2級になる必要があり、女流棋士になる条件は日本将棋連盟、日本女子プロ将棋協会（LPSA）ともにほぼ同じである。現行制度は2024年4月に改正されたものである。
満27歳未満（日本将棋連盟）または満40歳未満（LPSA）の女性で以下のいずれかの条件を満たした者は、女流2級の資格を得る。資格獲得後所定の期間内に、日本将棋連盟への申請の場合はプロ棋士または日本将棋連盟の正会員である女流棋士を師匠として（LPSAの場合は師匠なしも可）申請を行い、それぞれの承認を受けた日の翌月1日時点で女流2級となる。女流2級昇級後の半年間は研修期間として、公式戦の記録係などの義務が課される。なお、研修会・アマチュア時代に女流公式戦で実績を挙げていても、その実績は考慮されず、一律に女流2級スタートとなる。

#### 研修会から女流棋士へ
2024年4月1日より改定された女流棋士規定によると、研修会でB1クラスへ昇級するか、あるいは最初からB1以上のクラスに入会し、いずれの場合も入会後48局以上の対局数を満たす、資格取得時点で基準年齢未満の女流棋士志望の女性研修生は、女流2級の資格を得る。B1在籍開始時点で48局の対局数に満たない場合は対局数を満たした時点で女流2級の資格を得、この間にB2以下に降級したときは資格を取り消される。女流2級申請資格の有効期間は1年間であるが、資格獲得日から2週間以内に申請を行わない場合、半年間は新たな申請ができない。申請を行わなかったときは半年後と1年後にそれぞれ2週間の申請期間が設けられ、1年後に申請を行わなかった場合資格は消滅する。また、この期間中に研修会から退会、または長期休会した場合も資格は消滅する。日本将棋連盟における女流2級への年齢制限は27歳であるが、2024年3月31日時点で研修会在籍中の女性研修生は年齢制限を1年延長し、28歳が年齢制限となる。なお、2023年度までは、一つ下のB2クラスへの昇級・入会が女流2級資格の要件となっていた。

#### アマチュアから直接女流棋士へ
アマチュア出場枠のある下記の女流公式戦で所定の成績を修めた場合に、研修会員であるか否かにかかわらず女流2級の資格を得る（研修会員もアマチュアであるので、アマチュアとして出場した女流公式戦で所定の成績を収め、この規定により女流2級の資格を得ることが可能）。ただし、権利を得た日から2週間以内に申請を行わない場合、権利は消滅する。研修会員がこの権利を行使して女流棋士になる場合は、研修会での対局数が48局に達している必要はない。
- マイナビ女子オープン：本戦ベスト8進出以上
- 女流王座戦：本戦ベスト8進出以上
- 女流王将戦：本戦ベスト8進出以上
- 倉敷藤花戦：ベスト8進出以上
- YAMADA女流チャレンジ杯：優勝

### 奨励会退会者の編入制度
「女流棋士総則第8章3」および「奨励会規定」の下記の条項を根拠とする。

「女流棋士総則第8章3」
初めから女流棋士の資格がなく、奨励会員としてのみ籍をおいていた女性が、奨励会2級以上で退会した場合、4月1日付又は10月1日付で退会時の段級位でそのまま女流棋士になることができる。

「奨励会規定」
女性の奨励会員が退会し、女流棋士を希望した場合は次の通りとする。

◇奨励会1級以上で退会→退会時の段級位でそのまま女流棋士の資格を得る

 ◇奨励会6級以上2級以下で退会→女流2級の資格を得る

 ※退会後2週間以内に申請しなければならない

 ※三段が女流棋士の申請をした場合は年齢制限は無いものとする

「退会時の段級位でそのまま女流棋士の資格を得る」とは、例えば、女性奨励会員が1級で退会し、女流棋士に転向する場合は女流1級となる、という意味である。ただし、奨励会時代に女流公式戦で実績を挙げていれば、女流棋士としての段級位を定めるにあたり考慮される。

### 女性奨励会員への女流棋士資格付与
女流棋士の資格を有さない女性の奨励会員が四段に昇段したときは、四段昇段日から2週間以内に女流棋士申請を行うことで、女流棋士の資格を得られる。

### 女流棋士になるための制度の変遷
|                            | 女流育成会からのコース | 奨励会からのコース | その他のコース                                                                     |
| -------------------------- | --- | --- | ---------------------------------------------------------------------------------- |
| 1974年度 -1983年度         | － | － | 棋士の推薦を受けたアマチュアの強豪女性が、連盟理事会の審議を経て女流棋士となった。 |
| 1984年度 -1991年度         | 年1回の女流育成会リーグの上位2名。 | － | －                                                                                 |
| 1992年度前期 -1996年度前期 | 年2回の女流育成会リーグの上位1名。 | － | －                                                                                 |
| 1996年度後期 -2003年度前期 | A級、B級リーグに分けA級の1位。 | － | －                                                                                 |
| 2003年度後期 -2008年度後期 | リーグ戦1位に与えられる昇級点2回獲得。 | 奨励会を2級以上で退会すると、退会時の段級位で女流棋士となる資格を得る。                                                               | －                                                                                 |
|                            | 研修会からのコース | 奨励会からのコース | 女流棋戦からのコース                                                               |
| 2009年04月 -2013年09月     | - 研修会でC1クラス以上 - 研修会入会後48局以上の対局数 - 満年齢が「基準年齢」未満の女性。 いずれも満たしている者は女流3級になる資格を得る。   | 奨励会を2級以上で退会すると、退会時の段級位で女流棋士となる資格を得る。                                                               | －                                                                                 |
| 2013年10月 -2018年03月     | - 研修会でC1クラス以上 - 研修会入会後48局以上の対局数 - 満年齢が「基準年齢」未満の女性。 いずれも満たしている者は女流3級になる資格を得る。   | 奨励会を2級以上で退会すると、退会時の段級位で女流棋士となる資格を得る。                                                               | アマチュア枠がある女流棋戦でベスト8などの成績を上げると、女流3級になる資格を得る。 |
| 2018年4月 -2024年3月       | - 研修会でB2クラス以上 - 研修会入会後48局以上の対局数。 - 満年齢が「基準年齢」未満の女性。 いずれも満たしている者は女流2級になる資格を得る。 | 奨励会を1級以上で退会すると、退会時の段級位で女流棋士となる資格を得る。 奨励会を6級以上2級以下で退会すると、女流2級となる資格を得る。 | アマチュア枠がある女流棋戦でベスト8などの成績を上げると、女流2級になる資格を得る。 |
| 2024年4月 以降             | - 研修会でB1クラス以上 - 研修会入会後48局以上の対局数。 - 満年齢が「基準年齢」未満の女性。 いずれも満たしている者は女流2級になる資格を得る。 | 奨励会を1級以上で退会すると、退会時の段級位で女流棋士となる資格を得る。 奨励会を6級以上2級以下で退会すると、女流2級となる資格を得る。 | アマチュア枠がある女流棋戦でベスト8などの成績を上げると、女流2級になる資格を得る。 |

※「基準年齢」は日本将棋連盟では27歳、LPSA（日本女子プロ将棋協会）では40歳。

#### 女流3級から女流2級への昇級
2009年4月の制度改正により、研修会が女流棋士育成機関となると同時に、「仮の女流棋士資格」として「女流3級」が設けられた。女流3級は女流公式戦への参加義務があり、女流3級から正規の女流棋士（女流2級）になるためには、下記のいずれかの条件を満たすことが必要であった。なお2018年4月の制度改正後は、経過措置を除いて女流3級は廃止された。
- 1年間で参加公式棋戦数と同数の勝星を得る（2017年度では年度7勝以上）。
- 2年間で参加公式棋戦数の4分の3以上の勝星を得る（2017年度では2016年度からの2年間で11勝以上）。
- 女流棋士の昇段級規定の「女流1級」に該当した場合。
- YAMADA女流チャレンジ杯でベスト4に進出した場合（2016年より）。

2年間で上記のいずれも満たせなかった場合は、女流3級の資格を取り消される。その場合でも年齢制限に達していなければ、再度研修会から女流棋士資格をめざすことが可能であった。
アマチュアからの女流3級になった者については例外規定として、そのまま本戦ベスト4に進出した場合は即時女流2級に昇級する。また資格を失った時に研修会に入会できる規定はなかった。なお資格を失った場合、再度公式棋戦で前述の条件を満たせば、最大3回まで資格（権利）を再取得することが可能であった。

### フリー女流棋士
フリー女流棋士とは、日本将棋連盟やLPSAの団体に所属していないものの、両団体と女流棋戦主催者の承認により女流棋士として女流公式戦の参加を認められた者である。
これまでに、フリーの女流棋士として活動実績がある者は以下の2名で、うち現役は1名である。
- 北尾まどか
0初のフリー女流棋士。2009年から2011年までフリー（2007年-2009年はLPSA所属）。2011年4月から日本将棋連盟に復帰。2023年7月引退。
- 中井広恵
02人目のフリー女流棋士。現役。2014年1月からフリー（2007年-2014年はLPSA所属）。

特例的な措置であるため、一般のアマチュア女性が女流棋士になるには、連盟の研修会・奨励会やアマ参加枠のあるプロ公式戦・女流棋戦で規定の実績を挙げた上で、団体に女流プロ申請と所属が必要になる。

## 女流棋士番号
棋士における「棋士番号」と同様に、女流棋士には「女流棋士番号」が所属組織から各々付与されている。日本将棋連盟においては、2011年4月の公益社団法人化の際に「女流棋士番号」を改めて割当てし直している。そのため、現行の「女流棋士番号」が「43番」までの者は、2011年4月1日以前は「旧番号」が割り振られていた。日本女子プロ将棋協会 (LPSA)においては、組織創設の2007年から「LPSA番号」を割当てしている。
日本将棋連盟、LPSAどちらの組織においても、当該者が女流棋士（プロ）になった年月日順に女流棋士番号（LPSA番号）が付与される。「旧番号」の当時においては蛸島彰子を「1番」とした通し番号を「女流棋士番号」として付与していた。現行の「女流棋士番号」では関根紀代子を「1番」とした通し番号を、「LPSA番号」では前述の蛸島彰子を「1番」とした通し番号を、それぞれ割当てしている。
番号の付与はプロになった時点（女流2級昇級の日付）で行われる。同日付での昇級者が複数名いる場合には、女流棋士となる「資格を得た時点」、すなわち研修会における規定のクラス（研修会B1クラス）への昇級を果たした時点の日付順に番号が割当てられる。「B1クラス昇級日」が同日の場合は「B2クラス昇級日」の早い者の順序が先となる。
かつての「女流3級」（仮資格制度）が存続していた2018年4月までの制度下においては、女流3級の時点では正式なプロ入りではないので「番号」は付与されず、昇級条件を満たし女流2級に昇級した日付で「番号」が付与されていた。
退会者においては、当該者に割り当てられた「番号」は欠番扱いとされ、日本将棋連盟の現行の「女流棋士番号」では3つの番号（4番・45番・55番）、「LPSA番号」では4つの番号（2番・7番・10番・14番）が欠番となっている（いずれも2024年7月末時点）。ただし日本将棋連盟においては、2011年4月に番号を新たに割り当て直したため、それ以前の退会者については女流棋士番号そのものが存在しない。
フリー女流棋士の場合は、組織所属当時に割当てられていた「番号」は用いられない。ただし、いずれかの組織に再度所属する場合には所属組織が割当てた「番号」を用いることができる。

## 女流棋士の引退
「自らの意志による引退」と、女流棋士総則の「降級点規定」による引退が存在する。
ただし、引退後も一部の女流公式戦（2019年現在、女流王座戦のみ）にアマチュアとして出場することは可能である。過去に女流王座戦アマチュア予選では、第1期に林葉直子・大庭美夏・藤田麻衣子が、第4期に藤田（2回目）・山下カズ子（本名の「中川カズ子」名義）がアマチュアとして出場したことがある。
引退と同時に、あるいは引退の後に所属団体を退会する者もいる。この場合、女流棋士としての身分を放棄することとなる。

### 「降級点規定」における降級点
※女流順位戦Ｄ級における「降級点」は、女流棋士の引退に関わる本項の「降級点」とは異なる制度である。

#### 降級点による女流棋士の引退
（2023年6月時点）
- 女流棋士は、年度成績の順位下位者に該当すると降級点がつく。ただし、出産・病気による休場の場合は、降級点の対象外となる。
- 女流棋士は規定個数の降級点がつくと引退となる。
- 女流棋士は3つ目の降級点がつくと引退となる。
  - 降級点の規定個数は65歳までは降級点3つ、65歳を過ぎると降級点1つ。
- 女流棋士は65歳の誕生日を迎えた年度まで現役を続けることができる。
- ただし、65歳になった年度終了時に降級点を1つも持っていない場合、翌年度も現役を続けることができる。
- 女流棋士は65歳を過ぎると、降級点が1つでもつくと、その年度をもって引退となる。

#### 年度ごとの降級点人数
降級点の人数は、当該年度の起点となる4月1日現在の女流2級以上の女流棋士数を基準とする。ただし、4月1日現在の休場者数は基準人数に含まない。
- 降級点の人数は、基準人数36名のときに降級点の人数を1名とし、その後は、基準人数が5名増えるごとに、降級点の人数が1名ずつ増える。
  - 女流棋士基準人数が 36名から40名まで のとき、降級点の人数 1名
  - 女流棋士基準人数が 41名から45名まで のとき、降級点の人数 2名
女流棋士基準人数…
  - 女流棋士基準人数が (36+5*n) 名から (40+5*n) 名まで のとき、降級点の人数 (1+n) 名
女流棋士基準人数…
  - 女流棋士基準人数が x名 のとき、降級点の人数 ( 1 + x-36/5) 名（端数切捨て）

- 年度途中に自主引退者が出た場合は、降級点の人数から自主引退者の人数を引き算した数が、その年度の降級点の人数となる。
- 年度途中に休場者が出た場合も、原則として、降級点の人数は変動しない。

#### 降級点の決め方
- 降級点は、YAMADA女流チャレンジ杯を除く女流8棋戦[注釈 21]における活躍度によって年度成績の順位を決定し、その順位下位者から順につく。

年度成績の順位を決める棋戦サイクルは、便宜上、次のとおりである。
1. 清麗戦（前年度開幕）
2. 女流順位戦（前年度開幕）
3. 女流王将戦（前年度開幕の予選、本戦シード者は前期の実績を活躍度とする。）
4. 倉敷藤花戦（前年度開幕）
5. 女流名人戦（前年度開幕の予選、前期リーグ残留者は前期の実績を活躍度とする。）
6. 女流王座戦	（今年度開幕）
7. マイナビ女子オープン（今年度開幕）
8. 女流王位戦（今年度開幕の予選、前期リーグ残留者は前期の実績を活躍度とする。）

上記の(1)清麗戦から(8)女流王位戦までを区切りとする。
- 出産・病気による休場者は、休場の時期に関わらず、休場期間を含む当該年度において降級点の対象外となる。
- 出産・病気以外の理由による「年度単位の休場者」には、年度終了時に降級点0.5がつき、0.5の降級点は2回で降級点1となる（年度単位の休場が累計2年度で降級点1）。
- 出産・病気以外の理由による「年度途中の休場者」は、年度成績の順位下位者に該当した場合、降級点の対象となる。
- 当該年度における年度成績の順位に差がない場合は、前年度の年度成績に遡って順位を決定する。前年度の年度成績でも差がない場合は、そのさらに前年度と1年ずつ遡って順位を確定する。

#### 降級点の消し方
- 女流1級の昇級規定に該当した場合、降級点を1つ取り消すことができる。ただし、YAMADA女流チャレンジ杯による昇級規定は対象とならない。
  - 年度内指し分け以上には、YAMADA女流チャレンジ杯の成績を含まない女流8棋戦[注釈 21]の良い所取りで8勝指し分け以上も対象となる。
- 複数の規定に該当した場合も、年度内に消せる降級点は1つとなる。

| 降級点消去となる条件 （昇段規定における「女流1級昇級条件」に準じる） \| - 女流順位戦 C級入り - 女子オープン 本戦入り - 女流王座戦 本戦入り - 女流名人戦 予選決勝進出 - 女流王位戦 予選決勝進出 - 女流王将戦 本戦入り - 倉敷藤花戦 ベスト8 \| 0 \| \| - 年度成績指し分け以上（8勝以上） （女流チャレンジ杯の成績を含めない） - 女流棋戦公式戦40勝 （女流チャレンジ杯の成績を含めない） \| |   |  | |
| - 女流順位戦 C級入り - 女子オープン 本戦入り - 女流王座戦 本戦入り - 女流名人戦 予選決勝進出 - 女流王位戦 予選決勝進出 - 女流王将戦 本戦入り - 倉敷藤花戦 ベスト8 | 0 |  | - 年度成績指し分け以上（8勝以上） （女流チャレンジ杯の成績を含めない） - 女流棋戦公式戦40勝 （女流チャレンジ杯の成績を含めない） |

## 沿革
女流棋士を取り巻く環境や制度の変遷を中心に記載する。制度の変更は主に日本将棋連盟によるものである。
江戸時代後期、1809年に大橋浪女（おおはし なみ）二段が福島順喜七段と飛車落ちで指した棋譜が残っており、これが女性が指した最も古い棋譜とされている。勝負は、大橋が一手勝ちを収めている。
その後、池田菊女、水野こう女、八丁堀はる、本郷まさなどが女性の棋士として活動し、当時（天保年間）の将棋番付に名を連ねていた。ただし人数は少なく棋力もあまり高くなかったとされる。そのなかでも池田菊女（いけだ きく）は、1839年（天保9年）に14歳の上野房次郎（伊藤宗印十一世名人）と平手で対戦し相矢倉の激闘を制して勝った記録がある。また江戸・山王無量院で1840年（天保11年）に開かれた将棋会の席上対局で、十一代大橋宗桂と飛車落ちで対戦。結果は中盤で指し掛けとなった。明治時代初期の番付では四段位として名を連ねている。彼女はある文献では芝神明前のあやしき女として登場しているというが、江戸・芝の銘酒業の娘で、華道や茶道を教えていた人物であったとされる。
明治以降、その後の棋士制度発足後も、将棋関係者の間でも、将棋は緊張感と速さで勝負が厳しすぎて女性には向かないという意見が圧倒的に多く、将棋連盟も長年、女性への普及に関しては極めて消極的だった。

### 1960-70年代
1961年00月 - 蛸島彰子が奨励会に7級で入会し、史上初の女性奨励会員となり、かつ唯一の女性として1966年まで在籍した。
1968年00月 - 女性のみを対象とした初めての棋戦である女流名人戦（現・女流アマ名人戦）が日本将棋連盟主催で創設。
1974年09月 - 連盟棋士会における満場一致の決議により、女流棋士制度が正式に発足。
1974年10月 - 10月31日付で蛸島彰子をはじめとする6名が女流棋士1期生として登録。同日、初の女流プロ公式戦として、報知新聞が主催する「女流プロ名人位戦」（現・女流名人戦）が創設。
1978年05月 - 2つ目の女流タイトル戦「女流王将戦」創設。

### 1980-90年代
1981年02月 - 女流棋士が初めて公式戦で男性棋士と対局。山下カズ子が新人王戦で高橋道雄と対局して敗れた。
1981年04月 - 小学生の中井広恵が当時の最年少記録となる11歳10か月で女流棋士となる。
1982年04月 - 中学生の林葉直子が、第4期女流王将戦で14歳3か月で女流タイトルを獲得（将棋タイトル獲得の歴代最年少記録）。
1984年03月 - 女流棋士発足十五周年記念パーティー開催。
1984年04月 - 女流棋士の育成機関として女流育成会が創設。
1987年00月 - 3つ目の女流公式棋戦（初の一般棋戦）「レディースオープン・トーナメント」創設（女流公式戦初のトーナメント戦）。
1989年10月 - 3つ目の女流タイトル戦「女流王位戦」創設（4つ目の女流公式棋戦）。
1989年11月 - 女流棋士会発足、蛸島彰子が初代会長に就任。
1990年11月 - 女流棋士初のクイーン称号「クイーン王将」が女流王将9連覇中の林葉直子に贈られた（将棋の日）。
1991年04月 - 林葉直子が同一女流タイトル10連覇達成（女流王将戦、当時の同一女流タイトル連覇最長記録）。
1993年02月 - 中井広恵が女流名人位戦でタイトル通算5期によるクイーン称号「クイーン名人」資格獲得（2人目のクイーン称号）。
1993年07月 - 4つ目の女流タイトル戦「大山名人杯倉敷藤花戦」創設。
1993年10月 - 石橋幸緒が女流棋士になるに当たり、史上初の女性師匠として清水市代が選ばれる。
1993年12月 - 中井広恵が第7期竜王戦で池田修一に勝利し、女流棋士の対男性棋士初勝利（12月9日）。
1994年00月 - 6月から7月にかけて林葉直子の失踪騒動が起こる。
1996年00月 - 初の女流テレビ棋戦「鹿島杯女流将棋トーナメント」創設（2つ目の女流公式棋戦、第11回・2006年度まで実施）。
1996年07月 - 清水市代が史上初の女流四冠独占（女流名人・女流王将・女流王位・倉敷藤花）
1997年02月 - 清水市代が女流名人位戦でタイトル通算5期によるクイーン称号「クイーン名人」資格獲得（3人目のクイーン称号）。
1998年04月 - 連盟の棋士総会で女流棋士による奨励会との重籍が禁止とされた（2011年からは再び解禁）。
1998年10月 - 小学生の藤田綾が史上最年少の11歳6か月で女流棋士になる。

### 2000年代
2000年04月 - 女流棋士昇段規定の改定（勝数規定の勝利数変更等）
2000年06月 - 清水市代が通算5期により「クイーン王将」資格獲得（女流史上初の「クイーン4冠」達成）。
2000年10月 - 清水市代が史上初の女流六段に昇段。女流六段以上は勝数ではなく理事会の審議によって昇段が可能となる。
2003年09月 - 中井広恵が史上初の女流通算400勝を達成。
2003年10月 - 中井広恵が第53回NHK杯テレビ将棋トーナメント本戦2回戦で青野照市九段を破り、女流棋士の対A級棋士初勝利（ベスト16）。
2003年10月 - 奨励会を2級以上で退会した女性が、そのままの段位で女流棋士に編入できる規定が設けられた。
2007年05月 - 日本将棋連盟を退会した女流棋士17名によって「日本女子プロ将棋協会（LPSA）」が設立（5月30日）。代表理事に中井広恵、相談役に蛸島彰子が就任。
2007年10月 - 5つ目の女流タイトル戦「マイナビ女子オープン」を開始（「レディースオープントーナメント」からの発展）。
2007年11月 - 女流初のネット棋戦「女流最強戦」を開始（第6回・2012年度まで実施）。
2009年04月 - 日本将棋連盟にて、女流棋士育成の機能が女流育成会から研修会（男女混合）に移行し、研修会で一定のランクに昇級した者が女流棋士になれる制度になった。
2009年04月 - 日本将棋連盟にて、棋士・女流棋士の両方を含む新たな棋士会が創設され、女流棋士会は棋士会の中の組織となる。
2009年06月 - 北尾まどかが2009年6月1日付でLPSAを退会し、初の「フリー女流棋士」の立場で現役継続。
2009年09月 - 中井広恵が史上初の女流通算500勝を達成。

### 2010年代
2011年03月 - 6つ目の女流タイトル戦「リコー杯女流王座戦」が開始。
2011年04月 - 日本将棋連盟の公益社団法人化に伴い、女流四段以上またはタイトル獲得経験のある日本将棋連盟所属の女流棋士9名が正会員となる。
2011年05月 - 女流三冠の里見香奈が女流棋士から初の奨励会編入試験に合格（1級）。1998年から奨励会員と女流棋士の重籍は禁止されていたが、以降は女流棋士の奨励会への入会と、女性奨励会員の女流棋戦参加が解禁される。
2011年10月 - 加藤桃子が、女流棋士でない出場者（女性奨励会員）として初の女流棋戦タイトル獲得（第1期女流王座戦）。
2012年07月 - LPSAが渡部愛を独自の規定によって女流3級と認定したことに端を発し、日本将棋連盟、棋戦主催社、LPSAの間で深刻な問題が発生。その後、2014年6月に連盟とLPSAの間で和解が成立。
2013年05月 - 里見香奈が史上初の女流五冠を達成。
2013年10月 - 渡部愛の問題の解決策として、女流公式戦で顕著な実績を挙げたアマチュア女性が、研修会・奨励会を経ずに女流棋士になれる規定が設けられた。
2013年12月 - 里見香奈が女性初の奨励会三段に昇段。体調不良による休場が明けた2015年10月から女性初の三段リーグ参戦。
2014年01月 - 中井広恵が2014年1月23日付でLPSAを退会し、史上2人目の「フリー女流棋士」の立場で現役継続（初のフリー棋士となった北尾まどかは2011年に日本将棋連盟に再入会しているため、唯一のフリー棋士となる）。
2015年05月 - 女流若手棋戦「女子将棋YAMADAチャレンジ杯」開始（のちに「YAMADA女流チャレンジ杯」に名称変更、第8回・2023年度まで実施）。
2015年09月 - 中井広恵が史上初の女流通算600勝を達成（フリー棋士なので日本将棋連盟が授ける将棋栄誉賞の受賞対象外）。
2016年11月 - 清水市代が女流通算600勝を達成し、女性初の将棋栄誉賞を受賞。
2017年02月 - ポーランド人のカロリーナ・ステチェンスカが女流2級となり、棋士・女流棋士を通じて将棋界初の日本国籍を有さないプロとなった。
2017年05月 - 清水市代が日本将棋連盟常務理事に就任して、史上初の女性常勤理事となった。
2019年01月 - 7つ目の女流タイトル戦「清麗戦」開始。創設時最高賞金額となる（2020年以降は序列2位）。
2019年08月 - 女性が四段以上の棋士になった場合、本人が望めば棋士と女流棋士を兼業できる規定が設けられた（公式棋戦と女流棋戦の両方に出場できる）。
2019年09月 - 里見香奈が史上初の女流六冠を達成（その後2022年10月、2025年6月にも達成）。

### 2020年代
2020年03月 - 西山朋佳が奨励会三段リーグで次点（リーグ3位、1位2位と同成績の14勝4敗。成績順、勝敗ともに女性歴代最高成績）。
2020年04月 - 清水市代が、理事会の審議によって史上初の女流七段に昇段。
2020年11月 - 8つ目の女流タイトル戦「白玲戦・女流順位戦」開始。最高賞金額の女流棋戦序列1位となる。
2021年09月 - 中井広恵が史上初の女流通算700勝を達成。
2021年10月 - 女流棋士昇段・昇級規定の改定。勝数規定の基準を一律に10勝引き上げ。
2024年06月・同年12月 -  女流棋士発足50周年パーティが東西で開催（東京6月、関西12月）。
2025年06月 - 清水市代が女流棋士として史上初の日本将棋連盟会長に選ばれる。タイトル白玲・通算5期獲得（クイーン白玲）の女流棋士に「棋士・四段編入の権利」を与える規定を新設。

## 女流棋士の記録
女流タイトル戦に関連する記録は棋戦 (将棋)#記録を参照。

### 年少・年長記録

#### 年少女流棋士
2024年現在、12歳以下で女流プロ入りを果たした者は以下の7名である。中井と藤田は小学6年でのプロ入り、林葉と上田と岩崎は中学入学と同時のプロ入りである。
1. 藤田綾（1998年、11歳6か月・歴代最年少プロ入り）
2. 中井広恵（1981年、11歳9か月）
3. 林葉直子（1980年、12歳2か月）
4. 上田初美（2001年、12歳4か月）
5. 里見香奈（2004年、12歳6か月）
6. 岩崎夏子（2024年、12歳8か月 - 里見以来20年ぶり）
7. 石橋幸緒（1993年、12歳10か月）

#### 年長女流棋士
2024年現在、65歳を過ぎて現役女流棋士だった者は以下の3名である。いずれも現在は女流六段に昇段している。
1. 蛸島彰子（2018年、71歳10か月・引退時年齢歴代最年長）
2. 関根紀代子（2011年、70歳8か月）
3. 山下カズ子（2012年、65歳3か月）

### 年度成績 上位記録
（2025年3月31日まで）
- 対局数

1位：西山朋佳 - 65局（2022年度）
2位：清水市代 - 55局（2011年度）
3位：伊藤沙恵 - 53局（2021年度）
3位：加藤桃子 - 53局（2024年度）
- 勝数

1位：西山朋佳 - 46勝（2022年度）
2位：里見香奈 - 40勝（2021年度）
2位：清水市代 - 40勝（2011年度）
2位：西山朋佳 - 40勝（2024年度）
- 勝率

1位：清水市代 - 勝率0.8965（26勝 3敗、1993年度）
2位：里見香奈 - 勝率0.8571（24勝 4敗、2015年度）
3位：清水市代 - 勝率0.8529（29勝 5敗、1994年度）
- 連勝数

1位：里見香奈 - 21連勝（2015年度）
2位：中井広恵 - 19連勝（2010年度）
3位：西山朋佳 - 18連勝（2023年度）

### 通算成績 上位記録
（2025年3月31日、2024年度終了時点）
- 女流通算勝利数歴代最多記録 - 中井広恵（女流通算760勝、2025年3月31日時点）[94]
- 女流通算700勝 - 達成2人
  - 中井広恵 - 700勝358敗（2021年9月3日）[95]
  - 清水市代 - 700勝335敗（2023年7月29日）[96] = 最高勝率（通算700勝時点）
- 女流通算600勝 - 達成2人
  - 中井広恵 - 600勝288敗（2015年1月22日）[97][注釈 44]
  - 清水市代 - 600勝252敗（2016年11月28日） - 将棋栄誉賞 受賞（日本将棋連盟）[98] = 最高勝率（通算600勝時点）
- 女流通算500勝 - 達成2人
  - 中井広恵 - 500勝239敗（2009年4月27日）[99]
  - 清水市代 - 500勝188敗（2011年9月26日）[100] = 最高勝率（通算500勝時点）
- 女流通算400勝 - 達成8人

1. 中井広恵 - 400勝170敗（2003年6月27日）[101]
2. 清水市代 - 400勝141敗（2007年4月3日）[102]
3. 斎田晴子 - 400勝223敗（2009年6月10日）[103]
4. 矢内理絵子 - 400勝273敗（2022年5月7日）[104][105]
5. 山田久美 - 400勝392敗（2022年6月6日）[106]
6. 千葉涼子 - 400勝270敗（2022年10月31日）[107]
7. 福間香奈 - 400勝137敗（2024年2月25日）[108] = 最高勝率（通算400勝時点）
8. 上田初美 - 400勝235敗（2025年4月2日）[109][110][111]

公式戦通算成績（「男性棋戦」）上位者（勝利数順、10勝以上〈2025年3月31日まで〉）
1. 福間香奈 - 58勝/130局
2. 清水市代 - 29勝/186局
3. 西山朋佳 - 27勝/056局
4. 中井広恵 - 21勝/100局
5. 伊藤沙恵 - 12勝/042局
6. 石橋幸緒 - 11勝/043局〈引退〉
7. 甲斐智美 - 11勝/059局〈引退〉

- 女流棋士通算 - 216勝/914局（勝率0.2363）
1勝以上の女流棋士 合計19名（うち引退3名）

公式戦（「男性棋戦」）男性棋士対女流棋士の対戦成績（年別一覧）
| 年度                                   | 対局数 | 勝数 | 負数 | 出典    |
| -------------------------------------- | ------ | ---- | ---- | ------- |
| 2023年度                               | 45     | 18   | 27   | [ 112 ] |
| 2024年度                               | 41     | 14   | 27   | [ 113 ] |
| 通算成績                               | 914    | 216  | 702  | [ 94 ]  |
| 奨励会員、アマ選手との対戦成績を含む。 |        |      |      |         |